# 16 de març
El dia 16 de març és el setanta-cinquè dia de l'any del calendari gregorià i el setanta-sisè en els anys de traspàs. Queden 290 dies per a finalitzar l'any.

## Esdeveniments
Països Catalans
- 1562 - Salou: Tres galiotes de pirates ataquen el poble i hi fan nombrosos captius.[1]
- 1740 - Trobada de la Verge del Sofratge a la platja de Benidorm.[2]
- 1929 - Barcelona: Inauguració del cinema Fèmina, al Passeig de Gràcia.[3]
- 1938 - S'inicien els bombardeigs aeris de Barcelona que terroritzen durant tres dies la població civil.
- 2001 - Creació de la Viquipèdia en català.
- 2011 - Barcelona: Creació del Teatre CCCB, un espai polivalent per albergar activitats del CCCB, ubicat al carrer de Valldonzella.
- 2017 - Escaldes-Engordany, Andorra: S'inaugura el Museu Carmen Thyssen Andorra, ubicat a la planta baixa de l'antic Hostal Valira.

Resta del món
- 1244 - Montsegur, Arieja: Més de 200 càtars són cremats vius al peu de la muntanya on havien estat assetjats prop d'un any per l'exèrcit del rei de França i l'Església.
- 1366 - Calahorra, la Rioja: Enric de Trastàmara es proclama rei de Castella, enfrontat al seu germanastre el rei Pere I de Castella.
- 1802 - West Point, Nova York, EUA: Es funda l'acadèmia militar per a oficials de West Point.
- 1813, Prússia: Frederic Guillem III de Prússia declara la guerra a França.[4]
- 1819 - Madrid: José María Cardano obre el primer taller de litografia de l'Estat: La Litografía de Madrid; no publicarà res, però, i tancarà en 1825.
- 1837 - Oriamendi, País Basc: Hi té lloc la batalla d'Oriamendi, en el marc de la Primera Guerra Carlina.
- 1872 - Kennington Oval de Londres, Anglaterra: Es disputa la final de la FA Cup 1871–72, la primera edició de la Copa anglesa de futbol, la competició de futbol més antiga del món.
- 1968 - Son My, Vietnam del Sud: Massacre de My Lai, en què els soldats nord-americans assassinen brutalment entre 347 i 504 civils vietnamites.[5]
- 1971 - Es fa efectiu el sufragi femení a Suïssa, un dels últims països europeus a admetre els plens drets civils de tota la població.
- 1978 - Roma, Itàlia: les Brigades Roges segresten Aldo Moro en l'operació Fritz que culminarà amb el seu assassinat el 9 de maig).
- 2005 - Israel retorna oficialment Jericó a l'Estat palestí.
- 2006 - a l'Assemblea de les Nacions Unides es vota per unanimitat pel establiment del Consell dels Drets Humans.
- 2009 - Cop d'estat en Madagascar esfondra el president Marc Ravalomanana, imposant Andry Rajoelina.[6]
- 2014 - Crimea, Rússia: se celebra el referèndum per decidir la sobirania de la península de Crimea i si desitja incorporar-se a la Federació Russa.

## Naixements
Països Catalans
- 1849, València, País Valencià: Joaquín María Arnau Miramón, arquitecte del romanticisme eclèctic valencià
- 1865, Barcelona: Carme Karr i Alfonsetti, periodista, escriptora, feminista, pacifista, musicòloga i publicista[7]
- 1915, Barcelona: Elvira Jofre, actriu de teatre i de veu catalana[8]
- 1917, Òdena, Anoia: Josep Romeu i Figueras, poeta i crític literari català
- 1928, Barcelona, Barcelonès: Pepita Pardell Terrade, animadora, dibuixant, il·lustradora i pintora catalana.[9]
- 1943, Barcelona: Maruja Torres, periodista i escriptora catalana.[10]
- 1948, Vic, Osona: Josep Lluís Martínez i Picañol, conegut amb el nom artístic Picanyol, dibuixant català.
- 1955, Barcelona: Maria Antònia Munar i Riutort, política mallorquina i doctora en Dret per la Universitat de les Illes Balears.[11]
- 1961, Roses: Maria Rosa Lloret Romañach, filòloga i lingüista catalana, dedicada a la recerca i la docència universitària.[12]
- 1981, Sabadell: Elisabet Carnicé i Domper, comunicadora, periodista i presentadora de televisió catalana.

Resta del món
- 1399, Pequín, Xina: Zhu Zhanji, cinquè emperador de la Dinastia Ming que va reganar amb el nom d'emperador Xuande[13]
- 1478, Trujillo: Francisco Pizarro, marquès dels Atebillos per les seves tasques d'exploració i conquesta d'Amèrica.
- 1687, Hannover, Prússia: Sofia Dorotea de Hannover, reina prussiana.
- 1750, Hannover, Prússia: Caroline Herschel, astrònoma d'origen alemany nacionalitzada britànica[14]
- 1751, Pot Conway, Virgínia, EUA: James Madison, advocat i polític estatunidenc, 4t President dels Estats Units[15]
- 1774, Donington, Lincolnshire, Anglaterra: Matthew Flinders, mariner, explorador i cartògraf anglès
- 1789, Erlangen, Alemanya: Georg Simon Ohm, físic alemany a qui s'atribueix la Llei d'Ohm.
- 1799, Tonbridge, Anglaterra: Anna Atkins, botànica i fotògrafa anglesa, pionera de la fotografia científica [16]
- 1800: Ninkō Tennō (仁孝天皇?) fou el centèsim vigèsim (núm. 120) emperador del Japó.
- 1821, Berlín: Eduard Heine, matemàtic
- 1822, Bordeus, França: Rosa Bonheur, artista francesa, animalière (pintora d'animals) i escultora[17]
- 1839, París, França: Sully Prudhomme, Premi Nobel de Literatura 1901
- 1878: 
  - Sevah Kuh, Mazanderan, Pèrsia: Reza I de l'Iran va regnar com a xa de l'Iran des de 1925 fins a 1941 [5]
  - Comtat de Shelby, Alabama, Estats Units: Henry B. Walthall, actor teatral i cinematogràfic[18]
- 1881, Denver, Colorado: Fannie Charles Dillon, pianista, compositora estatunidenca[19]
- 1906, Granada: Francisco Ayala, advocat i escriptor espanyol
- 1907, Madrid: Luis de Carlos Ortiz, president del Reial Madrid Club de Futbol.
- 1908, Nova York, Estats Units: Robert Rossen, director, productor i guionista de cinema estatunidenc que va ser inclòs a la llista negra de Hollywood de finals dels anys 1950[20]
- 1916, Joliet, Illinois: Mercedes McCambridge actriu estatunidenca
- 1918, Paterson, Nova Jersey (EUA): Frederick Reines, físic nord-americà, Premi Nobel de Física de l'any 1995
- 1920, Santarcangelo di Romagna, Itàlia: Tonino Guerra, escriptor i guionista italià
- 1923: 
  - Boston, Massachusetts, EUA: Merton Miller, economista estatunidenc, Premi Nobel d'Economia de 1990
  - Nimes: Robèrt Lafont, lingüista, historiador, poeta, novel·lista, dramaturg i activista cultural i polític occità[21]
- 1926, Newark, Nova Jersey, EUA: Jerry Lewis, actor i director de cinema estatunidenc[22]
- 1927, Moscou, Rússia: Vladímir Mikhàilovitx Komarov, cosmonauta soviètic.
- 1928, Berlín: Christa Ludwig, distingida mezzosoprano alemanya, coneguda per les seues interpretacions d'òpera i lied.[23]
- 1933, Madrid: Teresa Berganza, mezzosoprano espanyola.[24]
- 1939, Buenos Aires, Argentina: Carlos Salvador Bilardo, futbolista i entrenador de futbol argentí
- 1941, Parma, Itàlia: Bernardo Bertolucci director de cinema i guionista italià[22]
- 1946, Regne Unit: Mary Kaldor, acadèmica britànica, catedràtica i economista.[25]
- 1953 -
  - París, França: Isabelle Huppert, actriu i productora de cinema francesa.[26]
  - Nova York, EUA: Richard Stallman, informàtic estatunidenc, activista del programari lliure.[27]
- 1956, Felsberg, Grisons: Eveline Widmer-Schlumpf, advocada, notària i política suïssa, ha estat Presidenta de la Confederació.[28]
- 1960, Šaľa, Eslovàquia: Attila Kaszás, actor hongarès
- 1964
  - Sendai, Miyagi, Japó: Yōko Kanno, compositora, arranjadora i música, coneguda pel seu treball en les bandes sonores per a molts videojocs, sèries d'anime, pel·lícules, sèries de televisió...
  - Vevey, Vaud, Suïssa: Pascal Richard va ser un ciclista suís, que fou professional entre el 1986 i el 2000.
  - Birmingham: Sadie Plant, filòsofa i escriptora anglesa.[29]
- 1965, Madrid, Espanya: Belén Rueda, actriu i presentadora de televisió espanyola.[30]
- 1970, Jaca: María José Pueyo Bergua, esportista espanyola que ha competit en atletisme.[31]
- 1979, Atenes: Savina Yannatou, cantant grega, investigadora del cant a Europa.[32]
- 1980, Còrdova, Espanya: Felipe Reyes, jugador de bàsquet espanyol.
- 1989, Stanmore, Londres, Anglaterra: Theo Walcott, futbolista anglès.
- 1989, Oklahoma City, EUA: Blake Griffin, jugador de bàsquet estatunidenc.
- 1990, Madrid: Nagua Alba, psicòloga especialitzada en psicologia de l'educació i política basca.[33]

## Necrològiques
Països Catalans
- 1915 - Lleida, el Segrià: Xavier Gosé i Rovira, dibuixant i pintor català (n. 1876).
- 2004 - Conflans-Sainte-Honorine: Maria Manonelles i Riera, activista política catalana.[34]
- 2011 - Barcelona: Jordi Teixidor i Martínez, dramaturg català (n. 1939).[35]
- 2015 - Barcelona: Joaquim Molas, filòleg i historiador de la literatura, antic director de l'Escola de Bibliologia de Barcelona (n. 1930).

Resta del món
- 1485 - Westminster: Anna Neville, reina d'Anglaterra (n. 1456).[36]
- 1738 - Dresden, George Bähr, arquitecte alemany de la Frauenkirche de Dresden.
- 1797 - Rovigo: Cristina Roccati, física i poeta italiana, tercera dona a llicenciar-se en una universitat italiana (n. 1732).[37]
- 1914 - Berna, Suïssa: Charles Albert Gobat, polític suís Premi Nobel de la Pau 1902 (n. 1843).
- 1930 - París, França: Miguel Primo de Rivera, dictador espanyol (n. 1870).
- 1935 - Aberdeen (Escòcia): John James Rickard Macleod, metge escocès, Premi Nobel de Medicina o Fisiologia de 1923 (n. 1876).
- 1940 - Mårbacka, Suècia: Selma Lagerlöf, escriptora sueca, Premi Nobel de Literatura de 1909 (n. 1858).[38]
- 1960, Barcelona: Francesc Gallart i Monés, digestòleg català (n. 1880).[39]
- 1965, Venècia: Henriette Nigrin, modista i artista en arts tèxtils francesa, creadora del vestit Delphos (n. 1877).[40]
- 1979 - 
  - Bazoches-sur-Guyonne, França: Jean Monnet, economista francès i un dels pares de l'actual Unió Europea (n. 1888)[5]
  - Madrid: Carmen de Icaza, novel·lista espanyola del 1935 al 1960 (n. 1899).[41]
- 1985 - Princeton, Nova Jersey (EUA): Roger Sessions, compositor estatunidenc (n. 1896).[42]
- 1993 - Lisboa: Natália Correia, escriptora i política portuguesa (n. 1923).[43]
- 1997 - Ljubljana, Eslovènia: Berta Bojetu, poeta, escriptora i actriu eslovena (n. 1946).[44]
- 1998 - College Station, Texas (EUA): Derek Barton, químic anglès, Premi Nobel de Química de l'any 1969 (n. 1918)
- 2003 - Rafah, Franja de Gaza: Rachel Corrie, activista propalestina que morí esclafada per una excavadora (n. 1979).[45]
- 2005 - Neuchatel: Julia Rodríguez-Maribona, inventora del pal de fregar, juntament amb la seva mare, Julia Montoussé.[46]
- 2010 - París (França): José Vidal-Beneyto, filòsof, sociòleg i politòleg valencià (n. 1927).
- 2011 - Mazcuerras, Cantàbria: Josefina Aldecoa, escriptora espanyola (n. 1926).[47]
- 2019 - Tréméven: Yann-Fañch Kemener, cantant tradicional bretó (n. 1957).[48]

## Festes i commemoracions
- Onomàstica: sants Agapit de Ravenna, bisbe; Aristòbul de Britànnia, un dels Setanta deixebles; Hilari i Tacià d'Aquilea, bisbe i diaca màrtirs; Patrici de Màlaga bisbe; Heribert de Colònia, bisbe de Colònia; Finnian el Leprós, abat; Abraham Kidunia, ermità de Mesopotàmia; Eusèbia d'Hamage, verge; beat Joan Cacciafronte, màrtir; Jean de Brébeuf, màrtir al Canadà (1649). Venerats a l'Orde de la Mercè: beat Hernando de Valdés (1415).